# ۱۲۹۰ (قمری)
۱۲۹۰ (قمری)، هزار و دویست و نودمین سال در گاهشماری هجری قمری است. اول محرم این سال برابر با اول مارس سال ۱۸۷۳ میلادی است.

## درگذشتگان
- ؟ -  علی بن ظاهر مطیری، شاعر عراقی عثمانی.
- 6 ربیع‌الثانی - ملک جهان خانم : ملقب به مهد علیا مادر ناصرالدین‌شاه قاجار .
- ذی الحجه - میرزا عبدالله شیخ الاسلام: شیخ الاسلام اصفهان

## وابسته
- صادق خان اکبر
- خوارزم
- مهد علیا